# 布尔玛
布馬（日語：ブルマ），日本漫畫作家鳥山明的漫画《七龍珠》原作與改編的系列中登場的女主角。也是系列中主角·孫悟空的第一位同伴。動畫版的聲優為鶴弘美，之後改為久川綾。
台灣和中國大陸地區的譯名「布爾瑪」和「布馬」直接音譯自日文原名，英文原意為「Bloomers」，意指女性體育服中的「燈籠褲」；香港譯名「莊子/奘子」，最主流的說法是坊間的一些早期譯本以《西遊記》唐玄奘（唐三藏）為藍本而如此翻譯，但此說法一直無法得到證實。
在 1984 年 4 月鳥山明的《七龍珠》人物第一稿中，布瑪這名少女名為“Binchi”

## 角色概要
是位於西部都城的膠囊公司社長「布里夫博士」夫婦的二女兒，是有錢人頭腦清晰的大小姐。她擁有創造出眾多發明的才能和積極的能力，是一位風趣又負責的“活潑少女”。但是因為脾气特别坏和盛氣凌人，所以誰都說不過她。
16 歲的那年，在自己家裡的倉庫偶然發現二星龍珠，從一個古老的捲軸中對“七龍珠”這個神奇的東西研究，發明探知散落在世界各地的龍珠的位置的「龍珠雷達」。為了請求神龍「得到極好的戀人」利用學校暑假的期間帶著自己發明的龍珠雷達出發尋找龍珠的旅行。在旅途中與孫悟空相遇，《七龍珠》的故事也從這裡開始。
布瑪是悟空除了養父孫悟飯以外第一個認識的地球人，也是悟空最早期的同伴之一。
頭髮的顏色是淡藍色或紫色。動畫版除了電影《七龍珠 邁向最強的道路》以外，全部都是淡藍色。「因為不喜歡布瑪的髮型，所以在那美克星篇又改變髮型」。20 歲左右的短髮反映了鳥山自身的喜好，28 歲左右的髮型也與之相似。根據後年的電影《七龍珠Z 神和神》公開時的採訪，鳥山對髮型和頭髮的顏色沒有特別拘泥，髮色也沒有完整解釋。

## 來歷
在收集龍珠的冒險中，悟空和乌龙成為夥伴，與飲茶的襲擊和牛魔王的相遇，越過跟奇奇怪怪兔子團的戰鬥。雖然無法向神龍實現戀人的願望，但因為和飲茶有了交往，所以結束了尋找七龍珠的冒險旅途。
布瑪和飲茶有時會發生爭吵，吵架的主因是飲茶長得英俊，太有女人緣了。與飲茶相遇的當初積極地交往，在交往以後態度變得很冷淡。在賽亞人篇中，布瑪在得知飲茶的死亡後哭泣，為了讓賽亞人戰中死去的同伴們復活，與克林和孫悟飯一起前往那美克星球。抵達那美克星球後不久，弗利沙的部下破壞一行人的太空船，之後，由於戰況激烈，使得一行人無法返回地球。經過種種的事件返回地球，利用那美克星的龍珠讓飲茶復活之後再次交往。
這樣長年交往的結果，由於飲茶似乎不專情，所以布瑪一氣之下就和飲茶分手了。分手後與達爾的兒子特南克斯誕生了。作品中未來的特南克斯說道，“就在那時看到父親很寂寞，不禁…”。悟空死於人造人·賽魯篇，7 年後的魔人普烏篇，布瑪與同伴們在天下第一武道會上與悟空再會。之後被魔法師巴比迪洗腦的達爾殺害了武道會場的觀眾，於是重新召集了七龍珠，請求神龍將被殺害的人們復活。此後被魔人普烏殺，在那美克星球的七龍珠復活，與達爾和夥伴們再會。
原作者鳥山明說，也曾經想過布馬和達爾的愛情劇，但以「這樣有點害羞」為理由，所以沒有特別描寫。「達爾之所以沒有工作，是因為布瑪有錢沒必要工作」。在動畫《七龍珠Z》第 124 話「超越悟空的戰鬥民族賽亞人之王!」（原創），在重力室中獨自修行的達爾受重傷時，達爾受到布瑪照顧的故事，所以兩人陷入愛河。另外，野澤雅子小姐透露，布瑪對達爾毫不客氣地說出自己想說的話，性格很直率的布瑪讓兩人結婚了。
雖然布瑪是《七龍珠》的女主角，但因為是不善於戰鬥的女性角色，所以隨著作品中的變化，登場的次數越來越少。但是，布瑪作為一名科學家，在系列中對於「發明」和「改造」有密切的關係，間接地支持同伴和家人，作為重要角色的達爾和特南克斯、布拉家族的立場，在系列的故事中也持續很長一段時間保持聯繫。

## 人物形象
是個對自己毫不猶豫地說“可愛”“天才”的自信家。時尚是暴露度很高的風格，偶爾會穿露出腹部的服裝；在前往娜美星期間，甚至在太空船上、當著克林及悟飯面前只穿著背心及內褲。任性、剛強、毫不客氣地發牢騷的任性。有時候也會受到騷擾，布瑪給烏龍留下了“那傢伙的身材很好，但是脾氣不好”的印象。
悟空在少年時代，布瑪並沒有出現特別不擅長的地方，但是隨著成長內心的成熟，他和克林、悟飯等人一樣變得容易害羞。未來世界的兒子特南克斯，當克林對布瑪性格的艱辛感到困惑時，也回答說：“即使在未來也沒有改變”。對於龜仙人以烏龍為替身，布瑪總是以暴力還擊，始終保持拒絕的態度。即使在危險的狀況下也會擔心自己的皮膚。
她的好奇心旺盛。對於賽亞人篇之後拉帝茲知道悟空的居所的方法，從地球撤退的貝吉達的歸來，那美克星人如何繁殖後代，在精神時光屋度過 1 年的貝吉塔頭髮沒有任何變化，等抱有疑問以外，在地球書中還描繪了弗利沙、人造人等到當地遊覽的可怕的一面。每當世界和同伴面臨危機，都積極救援，不惜予以支持。人造人·賽魯篇之後，成為母親的布瑪作為思念的母親和妻子的立場也顯現出來。在原作的最後一章的魔人普烏結束後，經過 10 年的歲月流逝， 51 歲的布瑪被悟空說「妳已經完全變成歐巴桑了」的話激怒地說著「許多人見到我，還是誇我年輕、美麗！」

## 家谱
|  |  |      |      |      |      |      |      |  |  |        |        |        |        |        |        |  |  | 贝吉塔王 (贝吉塔三世) | 贝吉塔王 (贝吉塔三世) | 贝吉塔王 (贝吉塔三世) | 贝吉塔王 (贝吉塔三世) | 贝吉塔王 (贝吉塔三世) | 贝吉塔王 (贝吉塔三世) |          |          | 布里夫博士 | 布里夫博士 | 布里夫博士 | 布里夫博士 | 布里夫博士 | 布里夫博士 |        |        | 潘琪   | 潘琪   | 潘琪 | 潘琪 | 潘琪   | 潘琪   |        |        |        |        |  |  |
|  |  |      |      |      |      |      |      |  |  |        |        |        |        |        |        |  |  | 贝吉塔王 (贝吉塔三世) | 贝吉塔王 (贝吉塔三世) | 贝吉塔王 (贝吉塔三世) | 贝吉塔王 (贝吉塔三世) | 贝吉塔王 (贝吉塔三世) | 贝吉塔王 (贝吉塔三世) |          |          | 布里夫博士 | 布里夫博士 | 布里夫博士 | 布里夫博士 | 布里夫博士 | 布里夫博士 |        |        | 潘琪   | 潘琪   | 潘琪 | 潘琪 | 潘琪   | 潘琪   |        |        |        |        |  |  |
|  |  |      |      |      |      |      |      |  |  |        |        |        |        |        |        |  |  |                       |                       |                       |                       |                       |                       |          |          |            |            |            |            |            |            |        |        |        |        |      |      |        |        |        |        |        |        |  |  |
|  |  |      |      |      |      |      |      |  |  |        |        |        |        |        |        |  |  |                       |                       |                       |                       |                       |                       |          |          |            |            |            |            |            |            |        |        |        |        |      |      |        |        |        |        |        |        |  |  |
|  |  | 菇乐 | 菇乐 | 菇乐 | 菇乐 | 菇乐 | 菇乐 |  |  | 塔布尔 | 塔布尔 | 塔布尔 | 塔布尔 | 塔布尔 | 塔布尔 |  |  | 贝吉塔 (贝吉塔四世)   | 贝吉塔 (贝吉塔四世)   | 贝吉塔 (贝吉塔四世)   | 贝吉塔 (贝吉塔四世)   | 贝吉塔 (贝吉塔四世)   | 贝吉塔 (贝吉塔四世)   |          |          |            |            |            |            | 布尔玛     | 布尔玛     | 布尔玛 | 布尔玛 | 布尔玛 | 布尔玛 |      |      | 塔伊丝 | 塔伊丝 | 塔伊丝 | 塔伊丝 | 塔伊丝 | 塔伊丝 |  |  |
|  |  | 菇乐 | 菇乐 | 菇乐 | 菇乐 | 菇乐 | 菇乐 |  |  | 塔布尔 | 塔布尔 | 塔布尔 | 塔布尔 | 塔布尔 | 塔布尔 |  |  | 贝吉塔 (贝吉塔四世)   | 贝吉塔 (贝吉塔四世)   | 贝吉塔 (贝吉塔四世)   | 贝吉塔 (贝吉塔四世)   | 贝吉塔 (贝吉塔四世)   | 贝吉塔 (贝吉塔四世)   |          |          |            |            |            |            | 布尔玛     | 布尔玛     | 布尔玛 | 布尔玛 | 布尔玛 | 布尔玛 |      |      | 塔伊丝 | 塔伊丝 | 塔伊丝 | 塔伊丝 | 塔伊丝 | 塔伊丝 |  |  |
|  |  |      |      |      |      |      |      |  |  |        |        |        |        |        |        |  |  |                       |                       |                       |                       |                       |                       |          |          |            |            |            |            |            |            |        |        |        |        |      |      |        |        |        |        |        |        |  |  |
|  |  |      |      |      |      |      |      |  |  |        |        |        |        |        |        |  |  |                       |                       |                       |                       |                       |                       |          |          |            |            |            |            |            |            |        |        |        |        |      |      |        |        |        |        |        |        |  |  |
|  |  |      |      |      |      |      |      |  |  |        |        |        |        |        |        |  |  |                       |                       |                       |                       |                       |                       | 特南克斯 | 特南克斯 | 特南克斯   | 特南克斯   | 特南克斯   | 特南克斯   |            |            | 布拉   | 布拉   | 布拉   | 布拉   | 布拉 | 布拉 |        |        |        |        |        |        |  |  |